# گورکا لوارز
گورکا لوارز (انگلیسی: Gorka Luariz؛ زادهٔ ۲۰ دسامبر ۱۹۹۲) بازیکن فوتبال اهل اسپانیا است.
از باشگاه‌هایی که در آن بازی کرده‌است می‌توان به اشاره کرد.
وی همچنین در تیم ملی فوتبال گینه استوایی بازی کرده‌است.